# Myra Albert Wiggins
 
Myra Albert Wiggins (1869-1956) fue una pintora y fotógrafa artística estadounidense que se convirtió en miembro del importante movimiento Foto-Secesión de principios del siglo XX.

## Vida

### Primeros años (1869-1889)
Wiggins, llamada de soltera Myra Jane Albert, nació el 15 de diciembre de 1869 en Salem, Oregon. Fue la segunda de cuatro hijos de John Henry Albert y Mary Elizabeth Holman. Su padre pasó de ser contable en una compañía local de aceite de linaza a convertirse en presidente del Capital National Bank en Salem.
Demostró tener un talento artístico natural desde una edad temprana. Pasaba horas dibujando y pintando tanto en su casa como en los campos alrededor de Salem. Sus padres alentaron su talento porque era buena artista y porque se esperaba una formación cultural en las artes para las mujeres de clase alta de la época. Cuando tenía 17 años, ganó el primero de muchos premios de pintura en la Feria Estatal de Oregon. Entre 1886 y 1907 ganó un total de 94 premios más en ferias estatales por su arte.
Alrededor de 1888 conoció a su futuro esposo, Frederick Arthur Wiggins, dueño de una tienda local que fue una de las primeras en ofrecer una variedad de productos bajo el mismo techo. Entre los productos que ofrecía estaban las bicicletas, que en ese momento se estaban convirtiendo en una locura entre los más jóvenes. Myra contó que conoció a Fred mientras andaba en bicicleta por la ciudad. Sus familias realizaban muchas actividades al aire libre y hacían excursiones por la zona. 
Wiggins afirmó que su introducción a la fotografía fue obra de su hermano, ya que él quería tomar una fotografía de su amada y, al no tener una cámara, pensó que sería más probable que su padre se comprara una si ambos decían que la usarían. En 1889, adquirieron una gran cámara con placa de vidrio y un trípode, y pronto ella lo usó mucho más que su hermano. Algunas de sus primeras fotografías fueron tomadas en uno de los muchos viajes de su familia a la costa de Oregon.
En dos años ganó una nueva cámara como primer premio en la división amateur de un concurso organizado por la revista West Shore, y muchas de las fotografías que presentó para el concurso se expusieron en la Exposición Industrial del Pacífico Norte de Portland en 1890.

### Convertirse en artista (1890-1899)

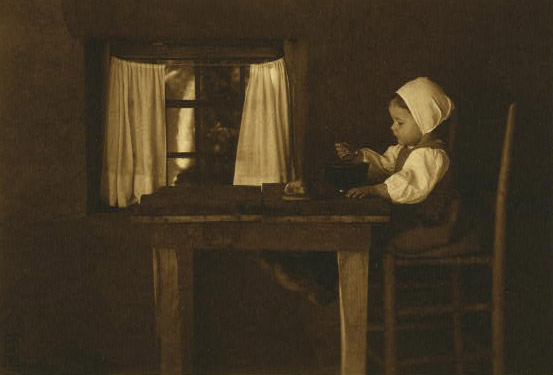
Myra Albert Wiggins: El hambre es el mejor cocinero, 1898

Como muchas mujeres progresistas de finales del siglo XIX, Myra fue enviada a la ciudad de Nueva York para su educación superior. Estudió en la Art Students League de Nueva York de 1891 a 1894, donde estudió con William Merritt Chase y John Twachtman. Chase, en particular, influyó en su pensamiento sobre el arte, y cuando le llevaba sus fotografías para que él las viera, a veces escribía comentarios en la parte posterior de ellas. Inmortalizó a Chase en una famosa fotografía de 1891 del artista enseñando en la liga, rodeado de sus alumnas.
Mientras estudiaba en Nueva York, regresaba a Salem durante los veranos. En el verano de 1892 anunció su compromiso con Fred Wiggins. Cuando regresó a Nueva York ese otoño, se convirtió en una de las primeras mujeres miembros del New York Camera Club. Usaba las instalaciones del cuarto oscuro del club, y allí fue donde conoció a Joseph Keiley, un influyente fotógrafo, escritor y amigo cercano de Alfred Stieglitz.
Ella y su prometido se casaron el 24 de noviembre de 1894 en Salem, y su hija Mildred, su única hija, nació en 1896.

### Master en fotografía (1900–29)
En 1900, Wiggins expuso la primera de las dos exposiciones individuales de su fotografía en el Instituto de Arte de Chicago. Ya había conocido y mantenido correspondencia con el fotógrafo más importante de la época, Alfred Stieglitz, y en 1903 él la admitió como miembro de la recién formada Photo-Secession.
En otoño de 1903, una de las fotografías de Wiggins se incluyó en la Exposición del Jubileo de Hamburgo, Alemania, y en el Salón de Londres organizado por el famoso Linked Ring. Una reseña de esta última exposición en la revista británica Photography contiene estas palabras de elogio:
"Considerando todo, consideramos el cuadro de la señora Wiggins llamado Polishing Brass como uno de los mejores de toda la sala. Ciertamente es el más pictórico, es exactamente como una impresión de Chodowiecke [sic], tanto en tema como en sentimiento. Una mujer está sentada en una mesa con utensilios de metal de forma pintoresca e interesante. Todo es silencioso, saludable y muy bien diseñado: un ejemplo para cientos de personas".
En 1904, Wiggins fue una de los cinco delegados de Oregon seleccionados para ir en un "Crucero de los cristianos" para asistir a la Cuarta Convención Mundial de Escuela Dominical en Jerusalén. Fotografió escenas tanto en el barco como a la llegada, a menudo revelando la película en su habitación por la noche. En el viaje de regreso, hizo escala en París y Londres específicamente para ver los principales salones fotográficos que se exponían en ese momento. Más tarde ese año publicó Letters from a Pilgrim (Salem: Statesman Publishing), una descripción ilustrada fotográficamente de su viaje al Medio Oriente.

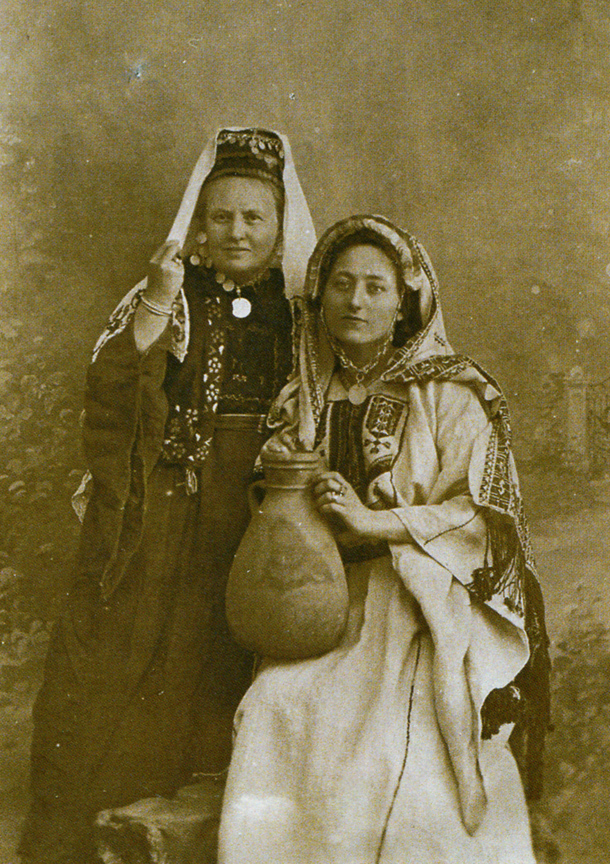
Myra Albert Wiggins: Dos peregrinas (autorretrato de Wiggins a la derecha). Publicado en su libro Letters from a Pilgrim, 1904

Ese mismo año, Stieglitz envió 200 fotografías que representan a los mejores artistas de la Photo-Secession a la Exposición Internacional de Fotografía de La Haya. Entre los artistas que incluyó estaban Wiggins y su colega de Oregon Sarah Ladd. Wiggins también publicó fotografías en varias revistas importantes, como Photo-Era, The Photo Miniature, Photograms of the Year y Die Kunst in Der Photographie (un trimestral alemán de alta calidad similar a Camera Work).
La madre de Wiggins, Mary, murió en 1905 después de sufrir un accidente automovilístico. Su padre, que conducía, no resultó herido, pero sufrió mucho de culpa y angustia en los años siguientes.
En 1906, fue incluida en la exposición por invitación "El trabajo de las mujeres fotógrafas de Estados Unidos" en el Camera Club de Hartford, Connecticut. Wiggins fue una de las 26 mujeres que se presentaron en el programa. Más tarde ese año, dos de sus fotografías se incluyeron en la exposición anual de miembros en las Pequeñas Galerías de la Photo-Secesión de Stieglitz en Nueva York.
En 1907, Fred Wiggins quería entrar en el negocio de viveros de plantas y trasladó a su familia a Toppenish en el centro de Washington. Fred fundó Washington Nursery Company y Wiggins trató de ayudar económicamente a su marido abriendo un estudio de arte y una escuela. La zona de su nueva ciudad natal era mucho más rural y subdesarrollada que Salem, y gran parte del campo alrededor de la ciudad estaba seco y polvoriento. El polvo le causó problemas de salud a Wiggins, y pasaron varios años antes de que pudiera tener ingresos de manera regular de su pintura.
Wiggins continuó fotografiando todo lo que su salud le permitía y volvió a exponer en las Little Galleries de Nueva York y en la Exposición de Artes y Oficios de San Francisco . La compañera fotosecesionista Anne Brigman comentó sobre las fotos de Wiggins en el último programa y dijo que "invariablemente infunde a su trabajo una atmósfera de tierna tristeza".
Durante la década siguiente, las fotos de Wiggins se mostraron en muchas exposiciones importantes, incluida la Exposición internacional de fotografía pictórica en la ciudad de Nueva York (1909), la Invitación anual de fotografía pictórica en Seattle, Washington (1910) y la histórica Exposición internacional de fotografía pictórica (1910) en la Galería de Arte Albright-Knox en Buffalo, Nueva York. Animada por el interés en su trabajo de otros fotógrafos de Seattle, Wiggins comenzó a pasar más tiempo en esa ciudad.
Desde mediados de la década de 1910 hasta finales de la de 1920, alternó entre la ayuda a su esposo con su negocio y llevar sus fotografías a Seattle cuando había suficiente dinero para ir. Durante este tiempo también desarrolló interés en dar conferencias sobre su trabajo, otros fotógrafos y sobre el arte en general.
En 1928, la Sociedad de Bellas Artes de Seattle organizó su última exposición de fotografía de una sola mujer haciendo sobre la obra de Wiggins.

### Maestro de la pintura (1930-1956)
En 1930, Wiggins cofundó Women Painters of Washington, una de las organizaciones artísticas más antiguas del estado. A través de sus conferencias y clases, se convirtió en una fuerza vital en la mayoría de las actividades artísticas de la región. En 1932 se mudó definitivamente a Seattle.
Continuó pintando durante muchos años y fue reconocida por su arte a través de exhibiciones retrospectivas en el Museo de Arte de Seattle (1953) y el Museo de Young en San Francisco (1954). También realizó exposiciones individuales de sus pinturas en Vancouver, Chicago, Nueva Orleans, Luisiana y Nueva York. Cuando cumplió 86 años, en 1955, había completado 114 pinturas.
El 13 de enero de 1956, Wiggins murió de un derrame cerebral. Estuvo pintando activamente hasta el momento de su muerte. Su esposo murió en un accidente cuatro meses después.
Su trabajo se encuentra en las colecciones permanentes de varios museos importantes, incluido el Museo de Arte de Portland, el Museo Getty y el Museo Nacional de Arte Americano de la Institución Smithsonian .

## Otras lecturas
- Glauber, Carole. "Myra Albert Wiggins: fotógrafa de artes y oficios", estilo 1900, mayo de 1999.
- Glauber, Carole. "Una lente errante - Myra Albert Wiggins: fotógrafa, artista y mentora", Artifact Magazine, marzo / abril de 1996.